# Pablo Malinarich
Pablo Alberto Malinarich Rodriguez (Mar del Plata, 16 gennaio 1973) è un ex calciatore argentino, di ruolo portiere.

## Carriera
Cresciuto nel Vélez Sarsfield di Carlos Bianchi, con i biancoblu non trova mai spazio in prima squadra e tenta la prima avventura europea con la seconda squadra del Siviglia, nella terza serie spagnola.
Rientra in patria, in seconda categoria, prima con l'Alvarado quindi con il Newell's Old Boys.
Torna in Europa, in Italia, al Torino militante in Serie B dove è terzo portiere e non scende mai in campo, quindi scende in Serie C con il Savoia (una sola presenza con ben 5 gol subiti).
Chiude anzitempo una carriera avara di soddisfazioni, e caratterizzata da un numero di partite giocate incredibilmente basso, ancora nella Segunda División B, con il Coria.
Gli scarsi risultati ottenuti in carriera lo hanno portato ad essere dalla critica e dall'opinione pubblica, assurgendo ad uno dei simboli di questa tipologia di calciatori fallimentari.